# Weerde (stacja kolejowa)
Weerde (niderl. Station Weerde) – stacja kolejowa w Weerde, w prowincji Brabancja Flamandzka, w Belgii. Znajduje się na linii Bruksela - Antwerpia. 
Dwie dwutorowe linie kolejowej rozdzielają się, gdy zbliżają się do stacji. Budynek stacji leży pomiędzy tymi linami. Parking i stojaki na rowery znajdują się również tam. 
W 2004 roku stacja została wyremontowana: wypiaskowano fasadę budynku, wymieniono drzwi i okna, zamontowano centralne ogrzewanie i wewnętrzne ściany zostały pomalowane. Mimo tego, budynek został zamknięty w 2005 roku, a podróżni muszą kupować bilety w pociągach. Stacja jest obsługiwana tylko przez pociągi podmiejskie. 
Na początku 2008 roku wybudowano wiaty nad parkingiem rowerowym

## Linie kolejowe
- 25 Bruksela - Antwerpia
- 27 Bruksela - Antwerpia

## Połączenia
Codzienne
| Typ pociągu | Trasa                                | Takt |
| ----------- | ------------------------------------ | ---- |
| L           | Bruxelles Midi - Antwerpia Centralna | 1x/u |

Tygodniowe
| Typ pociągu | Trasa                                   | Takt |
| ----------- | --------------------------------------- | ---- |
| L           | Mechelen - Bruxelles-Luxembourg         | 1x/u |
| L           | Antwerpia Centralna - Bruksela - Nijvel | 1x/u |